# Carmen fra i rossi
Carmen fra i rossi è un film del 1939 diretto da Edgar Neville.
Pellicola girata in Italia in doppia versione dal regista spagnolo Edgar Neville, chiamato a Roma dai fratelli Bassoli per portare sullo schermo il suo romanzo ispirato alla Guerra civile spagnola e pubblicato in Italia.

## Versioni del film
La versione spagnola viene chiamata Frente de Madrid e quella italiana Carmen fra i rossi. Lo staff è lo stesso per le due versioni, ad eccezione del protagonista: Rafael Rivelles per l'edizione spagnola e Fosco Giachetti per quella italiana.
La versione spagnola del film non è stata rintracciata ancora, per problemi con la censura accaduti durante l'epoca di Franco in Spagna, ma la versione italiana è stata recentemente ritrovata e proiettata nel XX Festival del Cinema Ritrovato di Bologna nel luglio del 2006.